# Nunne von Unge
Ingrid ("Nunne") Liven Teresia von Unge-Hammarlund, född von Unge 6 december 1923 på Olfta i Kolbäcks socken i Västmanlands län, död 15 februari 2007 i Bandhagen (folkbokförd i Västerås domkyrkoförsamling), var en svensk tecknare och grafiker. Hon arbetade bland annat med cirkusmotiv och stadsbilder. Som illustratör bildsatte hon Ted Hughes Lupercalia, en bok hon även översatte.

## Biografi
Nunne von Unge var dotter till stiftsjägmästaren Vilhelm Olof von Unge och Ragna Catharina Hellhoff. Hennes smeknamn "Nunne" kommer från smeknamnet "Ninni" för Ingrid, men med inspiration från u:et i efternamnet.
Nunne von Unge studerade vid Otte Skölds målarskola i Stockholm 1949–1950 och vid Det Kongelige Danske Kunstakademi i Köpenhamn 1950, samt för Lennart Rodhe och Pierre Olofsson vid Académie Libre i Stockholm 1951–1952.
Utställningsdebuten skedde i Nationalmuseums utställning Unga tecknare 1948 och hon medverkade därefter i ett stort antal grupp- och samlingsutställningar bland annat med Gotlands konstförening i Visby och Västerås konstförening. Tillsammans med Jan Mulder och Ulla Viotti ställde hon ut i Torshälla och tillsammans med Ingegerd Gothe på Lorensbergs konstsalong i Göteborg. Separat ställde hon ut på bland annat Galerie S:t Nikolaus, Galerie Æsthetica, Gröna Paletten i Stockholm, Galerie Gammelstrand i Köpenhamn samt i Borås och ett flertal gånger i Västerås. Tillsammans med Birger Halling och Pug Karlsson utförde hon en serie reliefer för dåvarande polishuset i Västerås.  
Nunne von Unges konst består av cirkusmotiv, stadsbilder samt några enstaka porträtt och djurstudier. Hon översatte och illustrerade bland annat Ted Hughes Lupercalia.
Nunne von Unge avled 2007, efter en kort tids sjukdom. Hon ligger begravd tillsammans med sin make Sven Hammarlund (1920–1997) i anslutning till släkten von Unges gravområde vid Säby kyrka.

## Familj
Nunne von Unge gifte sig första gången 1944 med kaptenen Karl E:son Henning och från 1961 med intendenten Sven Hammarlund (1920–1997). Hammarlund hade strax dessförinnan flyttat sin verksamhet från Nationalmuseum till Västerås konstförening och stadshuset i Västerås, där von Unge var verksam. von Unge och Hammarlund fick sonen Ola Hammarlund (född 1964), bibliotekarie och mångårig sekreterare i Seriefrämjandet.

## Utmärkelser, representation
von Unge tilldelades Västerås stads kulturstipendium 1961. Hon är representerad vid Västerås konstmuseum.

### Allmänna källor
- Svenskt konstnärslexikon del V, sid 523, Allhems Förlag, Malmö. Libris 8390293